# Gravures rupestres de la région de Tiaret

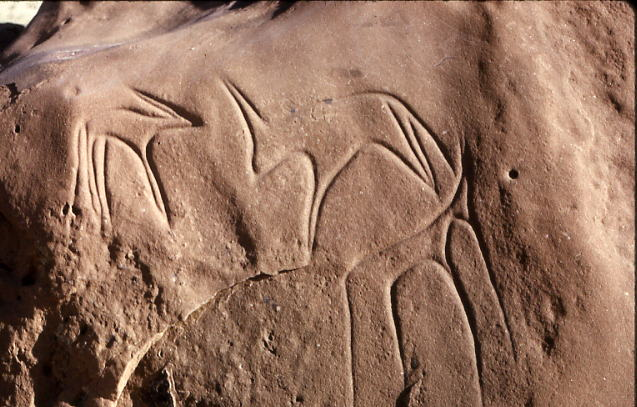
Tazina, antilopes (L: 92 cm).

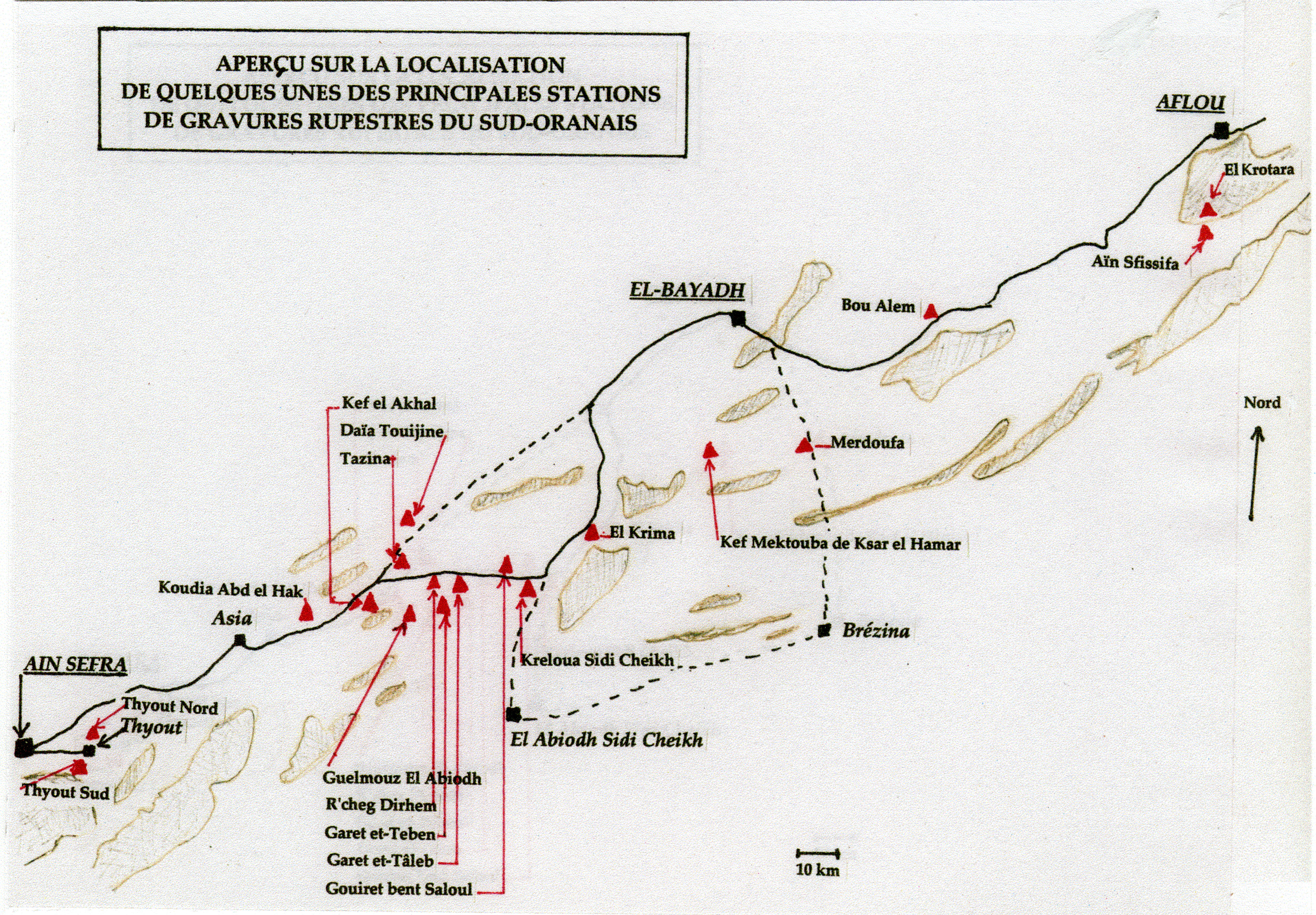
Localisation de quelques-unes des principales stations de gravures rupestres du Sud-oranais.

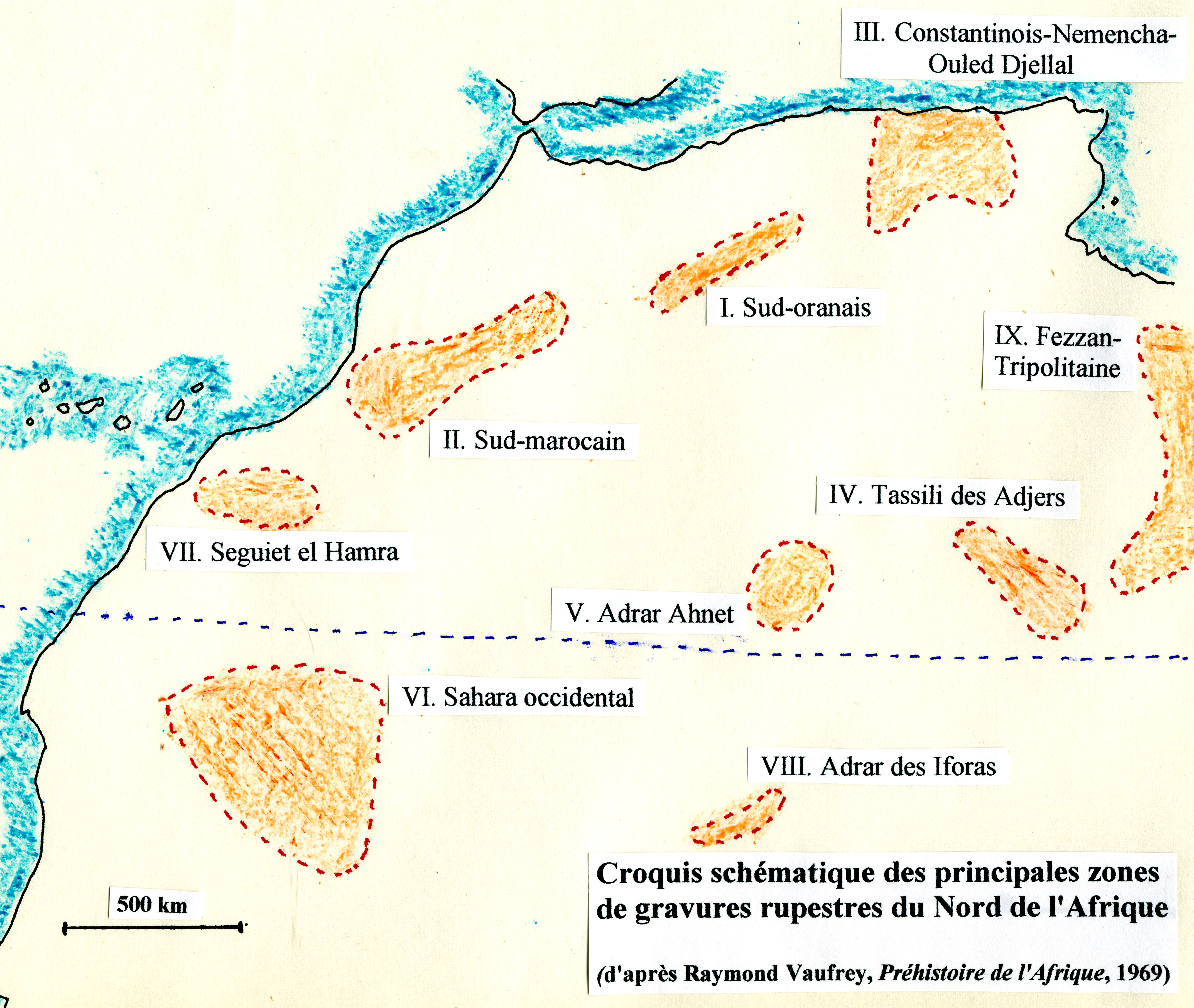
Principales zones de gravures rupestres en Afrique du Nord et saharienne.

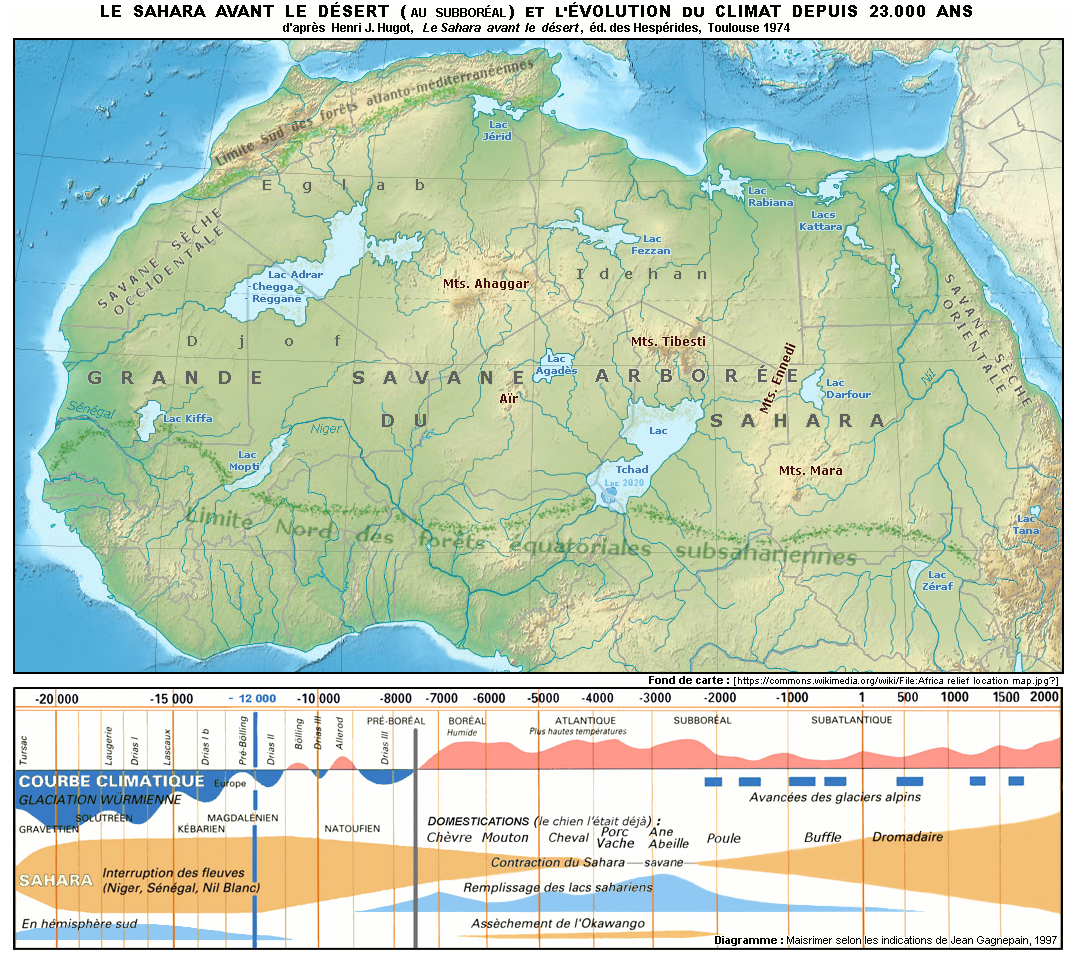
Le « Sahara vert », : la végétation était de type savane arborée et la faune, attestée par les restes fossiles et l'art rupestre, comprenait des autruches, des gazelles, des bovins, des girafes, des rhinocéros, des éléphants, des hippopotames, des crocodiles…

Les gravures rupestres de la région de Tiaret font partie des gravures rupestres du Sud-oranais, en Algérie, qui sont datées du Néolithique. Le long de l'Atlas saharien, on trouve aussi, plus à l'ouest, les gravures rupestres de la région de Figuig (Maroc), de la région d'Ain Sefra, de la région d'El-Bayadh et de la région d'Aflou (Algérie).

## Description
Le site comporte, d'ouest en est, sept stations, toutes situées au nord de la ville de Tiaret : “Aïn Ben Krima”, “Oued Azouana”, “Oued Seffalou”, “Detiar Bel Haâdi”, “Kef Dahmani”, “Kef Bou Beker” et “Kef Smaar”. Trois des plus notables sont les suivantes :

### Khallout Er Rhalem
Khallout Er Rhalem se situe sur la rive droite du “Chabet Tarhoum”. Sur un rocher, connu sous le nom de “Rocher du Sang”, sont gravés presque en grandeur nature deux bubales, fortement altérés.

### Oued Seffalou
Oued Seffalou, à 6 km environ à l'ouest de Guertoufa, est un site facilement accessible par la piste carrossable qui d'Aïn Keda mène à la maison forestière de Seffalou, les gravures se trouvant à 1 500 mètres. Avant de parvenir au groupe principal figurant, sur un gros bloc isolé, une scène de chasse, de petits abris naturels dans les falaises de grès situées sur la rive droite de l'oued présentent des représentations zoomorphes et anthropomorphes ainsi que quelques dessins libyco-berbères.

### Kef Bou Beker
Kef Bou Beker, à 4 km au nord de Dahmouni, est une importante station de gravures naturalistes. Plusieurs ensembles s'échelonnent dans les falaises sur une distance d'environ 700 mètres. Le groupe principal est un panneau d'une vingtaine de mètres de longueur sur une hauteur de près de deux mètres. Parmi les représentations qui se superposent et s'enchevêtrent on distingue notamment un bovidé, une antilope, un rhinocéros de 3 mètres de long, des autruches dont le dessin est rehaussé de peinture ocre rouge, un bubale et des personnages humains.

## Interprétation
Au sein de l'ensemble du Sud-oranais, il serait possible d'analyser ces gravures à partir des hypothèses et de la classification développées en 1970 par Henri Lhote.
Des travaux plus récents et complets sont connus, notamment ceux de Malika Hachid (nombreux travaux de terrain, inventaires et publications depuis 1979), du Père François Cominardi (1919) et de J. Iliou (1980).